# همایون نوراحمر
همایون نوراحمر (۱۳۰۶ - ۱۹ خردادِ ۱۳۹۲) مترجم و پیشکسوت رادیو بود.

## زندگی
نوراحمر به سالِ ۱۳۰۶ در خانواده‌ای نظامی در تهران به دنیا آمد. تحصیلات متوسطه را دبیرستان مروی و دارالفنون به اتمام رساند. مدتی به مدرسه نظام رفت اما سرنوشتش با ادبیات گره خورده بود. علاقه زیادی به ادبیات داشت، در هفده سالگی شعری از شکسپیر را ترجمه کرد که در مجله صبا چاپ شد. در سال ۱۳۲۸ وارد دانشکده ادبیات دانشگاه تهران شد و در رشته زبان و ادبیات انگلیسی به تحصیل پرداخت و در سال ۱۳۴۲ با مدرک لیسانس فارغ‌التحصیل شد از سال ۱۳۴۲ کارش را در رادیو آغاز کرد و تا پیروزی انقلاب اسلامی در سازمان رادیو تلویزیون ملی ایران در سمت تهیه کننده ارشد مشغول به کار بود. اولین ترجمه‌های وی غزلهای شکسپیر بود که در مجله صبا چاپ شد.
او بیش از ۱۰۰ نمایش را در رادیو سرپرستی کرد که بیشتر آن‌ها را خود ترجمه کرده بود. در کنار کارش در رادیو به ترجمه ادامه داد و تا پایان عمرش بیش از چهل اثر از نویسندگان مطرح جهان چون آندره ژید، جورج اورول و آنتوان چخوف را ترجمه کرد. دو کتاب جنجالی قلعه حیوانات نوشته جورج اورول و سودوم و گومورا نوشته نیکوس کازانتزاکیس را او برای اولین بار در ایران ترجمه کرد و علاوه بر رادیو بیش از ۱۰ نمایشنامه برای تلویزیون ترجمه و سرپرستی کرد. همچنین از نوجوانی زیر نظر استادانی چون علی تجویدی و ابوالحسن صبا نواختن ویولن را آموخت.
نوراحمر سال ۱۳۸۱ کتاب فرهنگ اصطلاحات تئاتر را منتشر کرد. او در بیش از بیست مجله مقاله می‌نوشت که از جمله می‌توان به ترقی، خوشه، فردوسی، اطلاعات هفتگی، آناهیتا، کتاب هفته، کیهان فرهنگی، سخن، تالار، شعر، سوره مهر، صحنه، مقام، جام جم، مجله نمایش، سروش و هنرهای تجسمی اشاره کرد.
وی بر اثر کهولت سن در روز یکشنبه ۱۹ خرداد ۱۳۹۲ در ۸۶ سالگی، در منزلش در تهران درگذشت و در روز دوشنبه بیستم خرداد در قطعۀ هنرمندان بهشت زهرا به خاک سپرده شد

## تالیفات و ترجمه‌ها
- تبعیدی‌ها نوشته جیمز جویس
- اگر دانه نمیرد نوشته آندره ژید، انتشارات نیلوفر (با ممیزی فراوان)
- ادیپوس نوشته آندره ژید
- جست و جو نوشته فردریک دورنمات
- زن زیادی نوشته آنتوان چخوف
- زنده باد زاپاتا نوشته جان استاینبک
- هیولا نوشته برتولت برشت
- آیلیتا نوشته آلکسیی نیکولایویچ تولستوی، تهران، پیشرو، مرزبان، ۱۳۶۳
- فرهنگ اصطلاحات تئاتر، سرواژه اپرت و سرواژه کمدی موزیکال.
- پیشخدمت نوشته رابین موام
- خانواده بارت ساکن خیابان وینپل نوشته رودولف بی زیر
- برای چه می‌جنگیم نوشته هربرت جورج ولز
- سیل نوشته داوینچی (رمان)
- پرندگان دیگر نمی‌خوانند (مجموعه نمایش)
- آخرین ایستگاه (اریش ماریا رمارک)
- آواز در خون نوشته ژاک پرور (مجموعه شعر)
- خاک (مجموعه داستان‌های کوتاه)
- رویای مادر سیاه (مجموعه شعر)
- دم‌ها (مجموعه نمایشنامه)
- فاشق نوشته آنتوان چخوف
- قصه‌هایی از باله
- خسیس و بکتور و گافورد (نمایشنامه)
- دفتر وقایع روزانهٔ روسی نوشته جان استاینبک
- ریاکار خوشبخت نوشته ماکس بیربوم
- زندگی امیل زولا
- باران نوشته سامرست موام (نمایشنامه)
- ناخدای زیردریایی نوشته آلبرتس بلس
- مارسل پروست و در جستجوی زمان از دست رفته نوشته آنتنی تورلبی (مقاله)
- زنان نمایشنامه‌نویس

برخی نمایشنامه‌های تلویزیونی: انگشتر ژنرال ماسیاس، سقوط، غبار جاده، افسانه، مردی از دریا، در پاییز.

## مقالات
- اصطلاحات در ارتباط با رهبری و رهبران نامدار جهان در موسیقی کلاسیک. در مجله: «مقام موسیقایی» شماره ۱۶. آبان ۱۳۸۳.

## منبع
- «با مترجمان داستان: گفت و گو با همایون نوراحمر «مترجم ادبیات داستانی»». فرهنگ و هنر» ادبیات داستانی». ۴۷: ۶۹ تا ۷۲. تابستان ۱۳۷۷.
- همایون نوراحمر مترجم و پیشکسوت رادیو درگذشت
- همایون نوراحمر مترجم و پیشکسوت رادیو درگذشت Iranian.com
- پایگاه خبری - تحلیلی قدس آنلاین - نمایش رادیویی را من زنده کردم

1. ↑  دنیای اقتصاد. «درگذشت «همایون نوراحمر» در سکوت خبری».